# Jackson Browne
Jackson Browne, född 9 oktober 1948 i Heidelberg, Baden-Württemberg, är en amerikansk musiker, sångare, gitarrist, pianist och kompositör. Han slog igenom med låten "Doctor My Eyes" 1972 som fanns med på hans självbetitlade debutalbum. 1980 toppade han den amerikanska Billboard-listan med albumet Hold Out och 1982 fick han sin största singelhit med låten "Somebody's Baby". Förutom att spela in ett flertal album som soloartist har han även skrivit låtar åt andra artister, däribland Nico, Linda Ronstadt, The Byrds och Eagles.
Browne föddes i Heidelberg i Tyskland, men från tre års ålder växte han upp i Los Angeles, Kalifornien.
Jackson Browne invaldes i Rock and Roll Hall of Fame år 2004.

## Diskografi
- Jackson Browne (1972)
- For Everyman (1973)
- Late for the Sky (1974)
- The Pretender (1976)
- Running on Empty (1977)
- Hold Out (1980)
- Lawyers in Love (1983)
- Lives in the Balance (1986)
- World In Motion (1989)
- I'm Alive (1993)
- Looking East (1996)
- The Next Voice You Hear: The Best of Jackson Browne) (1997) (samlingsalbum)
- Best Of... Live (1996) (utgiven i Australien)
- The Naked Ride Home (2002)
- Very Best of Jackson Browne (2004) (2-CD, samlingsalbum)
- Solo Acoustic, Vol. 1 (2005) (live)
- Solo Acoustic, Vol. 2 (2008) (live)
- Time the Conqueror (2008)
- Love Is Strange  (2010) (2-CD live , Jackson Browne och David Lindley)
- Standing In The Breach  (2014)